# Lascoria phormisalis
Lascoria phormisalis är en fjärilsart som beskrevs av Walker 1859. Lascoria phormisalis ingår i släktet Lascoria och familjen nattflyn. Inga underarter finns listade i Catalogue of Life.